# 弗朗西斯科·利納雷斯·阿爾坎塔拉市

弗朗西斯科·利納雷斯·阿爾坎塔拉市（西班牙語：Municipio Francisco Linares Alcántara）是委內瑞拉的一個市，位於該國北部阿拉瓜州，首府設於聖里塔，面積24平方公里，2007年人口135,873，人口密度為每平方公里5,700人。